# Cecilia van Rodez
Cecilia van Rodez (geboren rond 1275 en gestorven in 1313) was gravin van Rodez vanaf 1304, het jaar waarin haar vader overleed, tot aan haar eigen dood in 1313. Ze was de dochter van graaf Hendrik II van Rodez, burggraaf van Carlat, en van Mascarosse de Comminges.
In 1298 trouwde ze met graaf Bernard VI van Armagnac, van wie ze drie kinderen kreeg:
- Jan I (1305-1373) graaf van Armagnac, Fezensac en Rodez
- Mathe (°1364), getrouwd in 1321 met Bernard Ezy V, heer van Albret
- Isabella, vrouwe van Beras

Door haar huwelijk met Bernard VI kwam het graafschap Rodez dus in de handen van de graven van Armagnac terecht.